# Névez
Névez (tiếng Breton: Nevez) là một xã của tỉnh Finistère, thuộc vùng Bretagne, miền tây bắc Pháp.

## Dân số
Người dân ở Névez được gọi là Névéziens.